# 德国联邦铁路V90型柴油机车
德国铁路V90系列机车是四轴轻型液力传动内燃机车，主要用于调车作业和轻型货运。1968年后V90型改称290型，还有另几个型号也是由V90型衍生出来的。

## 历史与设计
V90型机车看起来与V100型机车（211、212）很相似，这是因为V90型的设计初衷就是将V100型重型化。但是这样一来，机车的稳定性就出了问题。因此，Maschinenbau Kiel和 BZA München一道重新设计设计了一种更长、更重的机车。1964年，20辆该型原型车进入德国联邦铁路服役，安装有V100.1型使用的功率820千瓦的引擎，最高时速70千米。
1974年，首批V90型量产机车下线，安装有100.2型机车使用的功率为1010千瓦的引擎，最高时速提高到80千米，长度也延长到了14.32米。到1974年共有408辆该型机车生产出来。
V90型机车的涂装最初是紫色的，到70年代中期改为大洋蓝/象牙色，80年代后期改为大红，90年代后期改成现行的“交通红”色调。
2003年，该型机车接受了升级改造，安装新的功率110千瓦的发动机并改造了其他设施。改造后的机车虽然安装有更强劲的发动机，却更为省油。这些车辆的号码在原有基础上增加500，比如290 030号改称为290 530号。

### 联邦国防军的290 999号
有一辆290型机车曾被转让给军队使用，分配给驻扎在 Mechernich的空军后勤团。这辆车的编号为290 999号。1996年，这两机车又被归还给了德国铁路公司，编号改为290 408，在安装无线电系统后又改为294 408号。

## 291型
在V90型量产之前，MaK就生产过五辆与之相似的机车，准备用于出口。这些车辆的试验是在瑞士进行的，称为V90P。最初的两辆在多特蒙德地方铁路服役，其他三辆则被德国铁路出租，在汉堡、埃姆登和不莱梅的港口用于调车。1974年，又有100辆该型机车出厂，不过这一批车辆比最初的5辆要轻一些。在这100辆中，90辆在基尔生产，10辆在荣格生产。291型搭载的是功率为1000千瓦的8缸发动机，而不是291型使用的12缸发动机。291型仅用于调车，因为他们的设计并不适于在干线上连续使用。291型主要在德国北方使用。

## 无线电控制版本
为了更好的使用这些机车，德国铁路在部分V90系列机车上安装了两种无线控制装置。
最初，这些机车上装备的无线电装置可以由车场的驼峰控制员来操作，而车内也有一名可以操作机车的驾驶员。这种方式主要用在大型编组站的作业中。

### 294、295型
自1995年起，大量V90系机车安装了由 Krauss-Maffei生产的无线控制装置。这种装置可以让操作人员在远处使用遥控器（就像是遥控车或模型飞机使用的那种）来控制机车。这种装置在V60型等调车机车上也有使用。安装了这种遥控装置的290型机车被称为294型，291型机车则改称295型。这些遥控机车在驾驶室处装有信号接收装置，在驾驶室外可以看到一个突起，这就是接收装置。使用时，必须先有人到机车上把无线装置打开，而后操作员就可以在车外像控制模型一样驾驶机车了。

### 296型
2007年，一些已经安装无线控制装置的290型机车更新了控制设备，也增加了遥控操作的功能。这些车辆改名为296型，在编组站使用。

## 前景
根据德国铁路公司的说法，V90系列机车将在2010年左右被更新的Voith Gravita 机车替代。